# Pinelema laensis
Espèce
Pinelema laensis est une espèce d'araignées aranéomorphes de la famille des Telemidae.

## Distribution
Cette espèce est endémique de la province de Phú Thọ au Viêt Nam,. Elle se rencontre dans le parc national de Xuan Son dans la grotte Hang La.

## Description
Le mâle holotype mesure 1,20 mm et la femelle paratype 1,19 mm.

## Étymologie
Son nom d'espèce, composé de la et du suffixe latin -ensis, « qui vit dans, qui habite », lui a été donné en référence au lieu de sa découverte, la grotte Hang La.

## Publication originale
- Zhao, Pham, Song, Do & Li, 2018 : Seven new species of Pinelema from Vietnam (Araneae, Telemidae). ZooKeys, no 734, p. 13-42.